# Język piktyjski
Język piktyjski – język używany w czasach rzymskich oraz we wczesnym średniowieczu przez Piktów – lud zamieszkujący północną i środkową część Szkocji. Ze względu na znikomą liczbę zachowanych dokumentów, głównie w postaci inskrypcji, klasyfikacja genetyczna tego języka jest wśród językoznawców kwestią sporną. Biorąc pod uwagę współczesne nazwy miejscowości terenów starożytnego Królestwa Piktów, język ten kojarzy się z grupą brytańską języków celtyckich. Wielu specjalistów uważa język piktyjski za język celtycki spokrewniony z grupą goidelską, do której należą język gaelicki szkocki oraz irlandzki. Niektórzy łączą go z językami azjanickimi. Istnieją również zwolennicy istnienia dwóch (lub więcej) języków piktyjskich, z których jeden byłby językiem indoeuropejskim, a drugi (lub pozostałe) nieindoeuropejskimi. Pod koniec okresu panowania Piktów, język piktyjski został zastąpiony językiem gaelickim.

## Klasyfikacja języka
Istnienie języka piktyjskiego we wczesnym średniowieczu jest potwierdzone w księdze autorstwa anglosaskiego mnicha Bedy Czcigodnego pt. Historia ecclesiastica gentis Anglorum (pol. Historia kościelna narodu angielskiego), w której Beda nazywa język piktyjski odmiennym niż języki używane przez Brytów, Irlandczyków i Anglików. Beda pisze, że irlandzki misjonarz Kolumba, mówiący językiem gaelickim, potrzebował tłumacza aby przemawiać do Piktów.
Powstało wiele sprzecznych teorii dotyczących natury języka piktyjskiego, min.:
- piktyjski należał do wyspowych języków celtyckich oraz był powiązany z językami p-celtyckimi (brytańskimi), takimi jak walijski, kornijski, kumbryjski i bretoński,
- piktyjski należał do wyspiarskich języków celtyckich powiązany z językami q-celtyckimi (goidelskimi) (irlandzki, gaelicki szkocki oraz manx),
- piktyjski należał do języków germańskich powiązany z językiem staroangielskim,
- piktyjski był językiem przedindoeuropejskim i pozostałością języka z epoki brązu.

Większość specjalistów uważa język piktyjski za pochodny języków brytańskich. Duży wpływ na piktyjski miał język staroirlandzki używany w Dalriadzie (królestwo szkockie) od V do IX wieku. Uważa się, że język piktyjski wpłynął na rozwój współczesnego języka szkockiego gaelickiego. Podobieństwo nie dotyczy tylko zapożyczonych słów, lecz także składni, która ma wiele wspólnego z językami brytańskimi.

## Pozycja w grupie języków celtyckich
Nazwy miejscowości oraz nazwiska rodzimych mieszkańców pokazują, że język celtycki (należący do grupy wyspowych oraz związany z północnymi językami brytańskimi) był używany w obszarach zamieszkanych przez Piktów. W 1582 roku, Geroge Bauchanan zaproponował pogląd, że język piktyjski był językiem p-celtyckim oraz skojarzył go z językiem galijskim. Podobny pogląd głosił George Chalmers w XIX wieku, który uważał, że piktyjski i brytański były tym samym językiem. Swoją teorie podparł tym, że ortografia języków p-celtyckich na liście piktyjskich władców oraz nazw miejscowości jest przeważająca na terenach zamieszkanych przez Piktów. 
Celtolog Whitley Stokes w swoim filologicznym badaniu irlandzkich kronik stwierdził, że język piktyjski był blisko spokrewniony z językiem
walijskim. Pomysł ten poparł również filolog Alexander MacBain, który przeanalizował nazwy plemion i miejscowości w dziele z II wieku pt. Geographia (pol. Geografia), którego autorem był Ptolemiusz. 
Wnikliwe badanie szkockich nazw miejscowości typologa Williama Watsona bezspornie dowiodło, że język p-celtycki występował na historycznych terenach Piktów. Wywnioskował też, że język piktyjski był północnym „przedłużeniem” języka brytyjskiego, oraz że język gaelicki był w późniejszym czasie wprowadzony z Irlandii. 
William Forbes Skene twierdził, że język piktyjski był językiem goidelskim, przodkiem współczesnego języka szkockiego gaelickiego. Utrzymywał, że misjonarz Kolumba potrzebował tłumacza nie z powodu różnic pomiędzy piktyjskim a irlandzkim, lecz dlatego, że wygłaszał kazania po łacinie. Teza ta zyskała na popularności w XIX wieku, lecz teraz nie jest powszechnie uznawana. 
Około V wieku Piktowie żyli pod narastającym politycznym, społecznym oraz językowym uciskiem ze strony Dalriady. Pod koniec ostatnich stuleci istnienia Królestwa Piktów, oraz w czasie scalenia Królestwa Piktów z Królestwem Dalriady, Piktowie w zasadzie mówili już w języku gaelickim. Forsyth (współczesny pisarz angielski) spekuluje, że czas dwujęzyczności Piktów mógł trwać kilka pokoleń na peryferiach Królestwa Piktów. Język szkocki gaelicki, w przeciwieństwie do irlandzkiego (oraz staroirlandzkiego), posiada duży zasób brytańskich zapożyczeń. Używa systemu czasownikowego wzorowanego na tej samej zasadzie co język walijski.

## Teoria języka nieindoeuropejskiego
W 1892 roku John Rhys zaproponował, że język piktyjski był językiem nieindoeuropejskim. Jego opinia opierała się jedynie na niezrozumiałych inskrypcjach pisma ogamicznego znajdujących się na terenach dawnego Królestwa Piktów. Podobną tezę głosił Heinrich Zimmer, który twierdził, że rzekomo egzotyczne zwyczaje Piktów (tj. tatuowanie się oraz matrylinia) wskazują na to, że język ten był nieindoeuropejski. Teoria, że piktyjski był językiem nieindoeuropejskim była utrzymywana do XX wieku. 
Zmodyfikowana wersja tej teorii została przedstawiona przez Kennetha Jacksona, który w 1955 roku szczegółowo zbadał ten język. Jackson
zaproponował, że istniały dwa języki piktyjskie: 
- język pra-celtycki, który mógł nie pochodzić z grupy języków celtyckich,
- drugi język mógł był używany do pisania[19].

Hipoteza Jacksona została wpisana w ówczesny pogląd, że brytońska elita, znana jako Broch- builders (pol. budowniczy brochów) przesiedliła się z południa Brytanii na terytorium Piktów i tym samym zdominowała pra-celtycką większość. Jackson użył tej tezy aby pogodzić zauważone trudności w tłumaczeniu pisma ogamicznego z podpartymi dowodami na to, że piktyjski jest p-celtycki. To pozwoliło mu uznać język ogamiczny jako z natury nieczytelny.
Model Jacsona był uznawany za obowiązujący pogląd przez II połowę XX wieku. Wraz z poszerzającą się wiedzą na temat archeologii późnej epoki
żelaza, jego teza była stopniowo podważana. Dzięki lepszemu zrozumieniu tajemniczego pisma ogamicznego, wiele inskrypcji zostało uznane jako celtyckie. Pomimo tego, w 2012 Eric P. Hamp sklasyfikował język piktyjski jako nieindoeuropejski.

## Obalone teorie
Tradycyjne opisy źródła (obecnie odrzucone) podawały, że Piktowie przesiedlili się do Szkocji ze Scytii – regionu, który obejmuje Europę wschodnią oraz centralną Azję. Buchanan, szukając p-celtyckiego scytyjskiego kandydata na przodka języka piktyjskiego, wybrał Kotynów (mówiący w języku galijskim) – plemię z regionu współczesnej Słowacji, które przedstawił jako Gothuni. Teza ta była omylnie zrozumiana przez Roberta Sibbalda w 1710 roku, który utożsamił Gothuni z germańskimi Gotami. W 1789 roku John Pinkerton stwierdził, że język piktyjski był poprzednikiem nowoszkockiego. Jego argumenty były często chaotyczne, dziwne, oraz często motywowane jego własnymi poglądem, że Piktowie byli „gorsi” od innych ludzi. Teoria, która mówiła, że język piktyjski był językiem germańskim nie jest już uważana za wiarygodną.